# 엘닷과 메닷
엘닷(히브리어: אֶלְדָּד, 현대: 'Eldad, Tiberian: 'Eldāḏ)과 메닷(히브리어: мֵידָד, 현대: Mēdad, Tiberian: Mēḏāḏ)은 민수기에 언급되어 있으며, 그럼에도 불구하고 이스라엘 민족들 가운데서 예언한 것으로 묘사된다. 이들은 진영 안에 남아 있었고 장로 70인은 하나님께 예언하는 능력을 받기 위해 진영 밖에 있는 성막으로 갔다는 사실이다. 이야기에 따르면 여호수아는 모세에게 엘닷과 메닷에게 예언을 금하라고 요청했지만, 모세는 다른 사람들이 예언할 수 있는 것이 좋은 일이며 이상적으로는 이스라엘 백성 모두가 예언하는 것이 좋다고 주장했다.
랍비 전통에는 엘닷과 메닷이 예언한 내용에 관해 많은 의견이 있다. 한 소식통에 따르면 그들은 곡과 마곡과의 전쟁을 예언했다고 한다. 마곡의 왕은 비유대인들을 통합하여 이스라엘에서 유대인을 상대로 전쟁을 시작했지만 이 비유대인들은 패배하고 보좌에서 내려오는 신의 불에 죽임을 당했다. 일부 고전 랍비 문헌에서는 비유대인들이 유대인 메시아의 자비를 받게 될 것이라고 주장한다. 엘닷과 메닷의 그러한 메시아적 연관성은 초기 기독교 집단들 사이에서도 유포되었으며, 그러한 예언에 대한 특히 대중적인 논의는 외경인 헤르마스의 목자(Shepherd of Hermas)에서도 인용되었다. 다른 랍비 자료에 따르면 그들은 출애굽기 13:16에서 이스라엘 사람들이 배고프다고 불평한 것에 대한 응답으로 하나님께서 곧 메추라기를 보내실 것이라고 예언했다. 마지막으로 라시가 인용한 다른 자료에 따르면 그들은 모세가 지나가고 여호수아가 이스라엘 자손을 이스라엘 땅으로 인도할 것이라고 예언했다.
독특한 그리스어 인용문은 라틴어, 그으즈어 및 콥트어 버전이 파생된 허마스의 목자의 비전 2.3.4에 있다.